# Poyntonophrynus damaranus
Espèce
Synonymes
- Bufo fenoulheti damaranus Mertens, 1954
- Bufo damaranus Mertens, 1954

Statut de conservation UICN

 DD  : Données insuffisantes
Poyntonophrynus damaranus est une espèce d'amphibiens de la famille des Bufonidae.

## Répartition
Cette espèce est endémique de Namibie. Elle se rencontre dans la région de Kunene et dans l'ouest de la région d'Otjozondjupa jusqu'à 1 500 m d'altitude dans les Kaokoveld et Waterberg.

## Étymologie
Son nom d'espèce lui a été donné en référence au lieu de sa découverte, le Damaraland.

## Publication originale
- Mertens, 1954 : Eine neue Kröte aus Südwestafrika. Senckenbergiana Biologica, vol. 35, p. 9-11.